# Valter Tomaz Junior
Valter Tomaz Junior (São Paulo, 25 luglio 1978) è un ex calciatore brasiliano, di ruolo centrocampista.

## Carriera

### Club
Tomaz Junior iniziò la carriera con la maglia dell'Örgryte.
Passò poi al Molde, per cui debuttò nell'Adeccoligaen il 14 aprile 2007: sostituì Christian Gauseth nel successo per 3-0 sul Moss. Il 6 maggio andò a segno nel successo per 3-0 sul Mandalskameratene. A fine stagione, la squadra vinse il campionato e tornò nella Tippeligaen.
Il 24 maggio 2008 esordì nella massima divisione norvegese, subentrando a Øyvind Gjerde nella sconfitta per 2-1 contro il Rosenborg. Nel 2010 tornò all'Örgryte, che nel frattempo era sceso in Superettan, registrando però una nuova retrocessione al termine di quella stessa stagione. Tomaz chiuse la carriera nella quarta serie svedese, all'Assyriska BK.